# Hot Cars
Pour plus de détails, voir Fiche technique et Distribution.
Hot Cars est un film américain réalisé par Don McDougall, sorti en 1956, avec John Bromfield, Joi Lansing et Mark Dana dans les rôles principaux. Il s'agit d'une adaptation du roman du même nom de l'écrivain américain H. Haile Chace.

## Synopsis
Vendeur de voiture d'occasion, le jeune Nick Dunn (John Bromfield) est licencié pour mauvais résultats. En difficulté financière, il accepte à regret de travailler pour l'homme d'affaires Arthur Markel (Ralph Clanton (en)), mais se retrouve suspect dans une affaire de meurtre, ce qui l'oblige à affronter Markel pour retrouver sa liberté.

## Fiche technique
- Titre original : Hot Cars
- Réalisation : Don McDougall
- Scénario : Don Martin et Richard H. Landau d'après le roman éponyme de H. Haile Chace
- Photographie : William Margulies
- Montage : George A. Gittens
- Musique : Les Baxter
- Direction artistique : Jack T. Collis
- Décors : Clarence Steensen
- Maquillage : Ted Coodley
- Producteur : Howard W. Koch et Aubrey Schenck
- Société de production : Bel-Air Productions et Schenck-Koch Productions
- Pays d'origine :  États-Unis
- Langue originale : anglais
- Genre : Film policier
- Durée : 60 minutes
- Date de sortie :
  - États-Unis : 2 novembre 1956

## Distribution
- John Bromfield : Nick Dunn
- Joi Lansing : Karen Winter
- Mark Dana : Smiley Ward
- Carol Shannon : Jane Dunn
- Ralph Clanton (en) : Arthur Markel
- Robert Osterloh : Big John Hayman
- Dabbs Greer : détective Davenport
- Charles Keane :  lieutenant Jefferson
- Marilee Earle : Betty Carson
- John Frederick : Hutton
- Paula Hill : Mrs. Davenport
- Kurt Katch (en) : Otto
- George Sawaya (en) : lieutenant Fred Holmes
- Joan Sinclair : miss Rogers
- Maurice Marks : Paul le barman

## Autour du film
- Il s'agit d'une adaptation du roman Hot Cars de l'écrivain américain H. Haile Chace.
- L'histoire de ce film se déroule dans la région de la Californie et plus particulièrement dans les villes de Culver City et Santa Monica.

## Source
- (en) Alan Goble, The Complete Index to Literary Sources in Film, Bowker Saur, 1999, 1039 p. (ISBN 978-3-598-11492-2), p. 802.